# Arnold Busshoff
Arnold Busshoff (* 24. Dezember 1944 in Rhede–Vardigholt, Westfalen) ist ein deutscher Opern- und Konzertsänger (Bassbariton).

## Leben
Arnold Busshoff entstammte einer kleinen Bauernfamilie. Er studierte Gesang an der Folkwang Musikhochschule Essen bei Clemens Kaiser-Breme sowie an der Musikhochschule Hamburg bei Helmut Melchert. Nach dem 1975 abgeschlossenen Studium debütierte er als Baron Scarpia in Puccinis Tosca am Stadttheater Pforzheim, wo er auch die Titelpartie in Rigoletto sang. Anschließend war er bis einschließlich der Spielzeit 1980/81 als Heldenbariton Ensemblemitglied am Schleswig-Holsteinischen Landestheater in Flensburg. Hier sang er u. a. Graf von Telramund in Lohengrin (neben Karl Sablotzke in der Titelpartie) und den Musiklehrer in Ariadne auf Naxos.
Er sang Heldenbariton-Partien an vielen europäischen Operntheatern, wie Verdis Nabucco, Macbeth, Simon Boccanegra, La traviata (Germont), Leoncavallos Pagliacci (Tonio), Mozarts Figaros Hochzeit (Figaro und Graf), Don Giovanni, Die Zauberflöte (Sarastro), Beethovens Fidelio (Don Pizarro und Don Fernando), sowie Richard Wagners Das Rheingold (Wotan), Lohengrin (Telramund), Der fliegende Holländer, Richard Strauss’ Salome (Jochanaan) und Hindemiths Cardillac. 1984 gastierte er am Stadttheater Bremerhaven als Titelheld in der Verdi-Oper Simone Boccanegra. 1988 trat er bei den Eutiner Sommerfestspielen als Erbförster Kuno in Der Freischütz auf.  An der Nationaloper Sofia gastierte er als Don Pizarro in Fidelio.
Arnold Busshoff trat auch als Solist in vielen Oratorien auf, darunter in Johann Sebastian Bachs Oratorien als Christus und Ariensänger, in Felix Mendelssohn Bartholdys Elias und Paulus sowie Ludwig van Beethovens Missa Solemnis. Er trat auch als Liedersänger mit Werken von Franz Schubert (Winterreise), Carl Loewe, Hugo Wolf und anderen auf.
1982 erhielt er von der Associazione Musicale Tito Gobbi den Tito-Gobbi-Preis für die Partie des Scarpia in Tosca.
Auf Tourneen mit dem „Wiener Operetten-Theater“ sang er auch klassische Operette wie den Zsupan in Johann Strauss’ Der Zigeunerbaron und den Baron Weps in Carl Zellers Der Vogelhändler. Am Hamburger St. Pauli Theater sang und spielte er den Fleischer Lazar Wolf in Anatevka. 2003 gastierte er am Hamburger „Theater für Kinder“ als Bürgermeister van Bett in einer Zar und Zimmermann-Adaption.
Von 1984 bis 1988 war Busshoff als Honorardozent an der Pädagogischen Hochschule Flensburg-Kiel im musikalischen Bereich als Stimmbildner tätig. 2012 trat er in den Ruhestand.
Im Jahre 2002 heiratete er die polnische Sopranistin Ewa Mockałło und ließ sich im Dezember 2012 in Mińsk Mazowiecki nahe Warschau nieder. Als Rentner nimmt er aktiv als KOD-Mitglied am Leben der polnischen Bevölkerung teil.